# 귀가 세 개 달린 곤양이
《귀가 세 개 달린 곤양이》는 황보령이 1998년에 발매한 첫 번째 정규 앨범이다.

## 수록곡
전체 작사·작곡: 황보령
| #             | 제목                      | 재생 시간 |
| ------------- | ------------------------- | --------- |
| 1.            | 탈진                      | 4:01      |
| 2.            | 바람 부는 언덕            | 4:01      |
| 3.            | 비·뉴욕·사람·거지         | 3:34      |
| 4.            | 무슨 기준                 | 4:18      |
| 5.            | 추억 건망증 TECHNO        | 4:54      |
| 6.            | 하루를 백년같이           | 3:45      |
| 7.            | 예쁜이 (이승렬·이인 편곡) | 3:35      |
| 8.            | 추억건망증 PUNK           | 1:35      |
| 9.            | 아름다운 사람             | 5:07      |
| 10.           | EPILOGUE (이인 작곡)      | 1:30      |
| 총 재생 시간: | 총 재생 시간:             | 36:20     |

## 함께 만든 사람들
- 프로듀스: 이인
- 녹음: 이훈석
- 마스터: 김병극
- 믹스: 이훈석
- 레코딩 스튜디오: 난장 Studio
- 마스터링 스튜디오: Artistic Optimist Studio
- 믹싱 스튜디오: 난장 Studio
- 디자인: 황보령, 박선영
- 사진: 찐빵